# سیار احمدآباد
سیار احمدآباد ، روستایی از توابع بخش هویزه شهرستان دشت آزادگان در استان خوزستان ایران است.

## جمعیت
این روستا در دهستان هویزه قرار دارد و براساس سرشماری مرکز آمار ایران در سال ۱۳۸۵، جمعیت آن ۲۶۴ نفر (۴۵خانوار) بوده‌است.

## قتل عام احمدآباد
در سال ۱۳۵۹ هواپیمای خلبان ایرانی عبدالحسسین حاتمی در نزدیکی این روستا سقوط کرد و او با چتر نجات از هواپیما بیرون پرید. مردم روستا حاضر نشدند او را به عراقی ها تحویل دهند و عراقی ها ده ها نفر از مردم روستا را به همراه خلبان حاتمی قتل عام کردند.